# Vetta di Ron
La Vetta di Ron (3.137 m s.l.m.) è una montagna delle Alpi Retiche occidentali facente parte del Gruppo dello Scalino, gruppo che si stacca dalle Alpi del Bernina verso la Valtellina.

## Descrizione
La sua croce di vetta domina l'alta Valle di Ron sopra Ponte in Valtellina, ma è più facilmente raggiungibile dalla vasta Alpe Rogneda, altopiano prativo tra i 2000 e i 2300 m.

## La via normale
La sua via normale, seppur non banale e faticosa, è alla portata di ogni escursionista con buon allenamento ed esperienza di alta montagna. Cima poco frequentata dal turismo di massa, grazie alla sua considerevole elevazione offre un notevole panorama sulle vicine cime del Pizzo Scalino e del Pizzo Painale, sulle Alpi Orobie, sul Monte Disgrazia e su fino alle lontane vette dell'alta Valtellina. Ma, soprattutto, da lassù si può godere di una incomparabile vista sugli imponenti e innevati giganti del massiccio del Bernina, per ammirare i quali rappresenta un privilegiato punto di osservazione.
Sui suoi versanti vi sono vie di rilevante interesse alpinistico come la Via dei Campanili o la Via Cornelius.